# Округ Дакота (Минесота)
Дакота (енгл. Dakota County) је округ у америчкој савезној држави Минесота.

## Демографија
По попису из 2010. године број становника је 398.552, што је 42.648 (12,0%) становника више него 2000. године.
| Група             | 2000.           | 2010.           |
| Белци             | 320.242 (90,0%) | 327.962 (82,3%) |
| Афроамериканци    | 8.091 (2,3%)    | 18.709 (4,7%)   |
| Азијати           | 10.285 (2,9%)   | 17.451 (4,4%)   |
| Хиспаноамериканци | 10.459 (2,9%)   | 23.966 (6,0%)   |
| Укупно            | 355.904         | 398.552         |